# ماغنوس ليندبرغ
ماغنوس ليندبرغ (بالفنلندية: Magnus Lindberg)‏ هو موسيقي وعازف بيانو وملحن فنلندي، ولد في 27 يونيو 1958 في هلسنكي في فنلندا.

## وصلات خارجية
- ماغنوس ليندبرغ على موقع IMDb (الإنجليزية)
- ماغنوس ليندبرغ على موقع ميوزك برينز (الإنجليزية)
- ماغنوس ليندبرغ على موقع أول ميوزيك (الإنجليزية)
- ماغنوس ليندبرغ على موقع ديسكوغز (الإنجليزية)